# Rabitə Bakı Voleybol Klubu
Il Rabitə Bakı Voleybol Klubu è una società pallavolistica femminile azera con sede a Baku: milita nel campionato di Superliqa.

## Storia
Il Rabita Bank viene fondato nel 2001 come Rabitachi Baku, per poi assumere la denominazione attuale nel 2004. Fin dalla prima edizione della Superliqa, il club è tra le squadre protagoniste del campionato, ottenendo subito il terzo posto. Nelle cinque stagioni successive, il club è protagonista di un grande duello in campionato contro l'Azərreyl Voleybol Klubu, ma viene sempre sconfitto in finale. Partecipa per la prima volta ad una competizione ufficiale europea nella Coppa CEV 2007-08, venendo però eliminata immediatamente dall'OK Hit Nova Gorica.
Nella stagione 2008-09, arriva fino ai quarti di finale della Challenge Cup venendo eliminata dal Club Voleibol Albacete e vince per la prima volta il campionato, in finale contro l'Azerrail. La stagione 2009-10 inizia con una buona campagna acquisti: la squadra vince nuovamente il campionato ed ottiene il terzo posto in Coppa CEV, perdendo in semifinale contro la Futura Volley Busto Arsizio, ma vincendo la finale per il bronzo contro il Volejbol'nyj klub Uraločka.
Nella stagione 2010-11 vince il suo terzo campionato e partecipa per la prima volta alla Champions League, chiudendo al secondo posto. La finale raggiunta consegna anche il pass come wild card alla Coppa del Mondo 2011: sconfiggendo il VakifGunes Istanbul la squadra azera si laurea campione del Mondo per Club.
Nella stagione 2011-12 vince il suo quarto campionato, mentre in Champions League si ferma ai quarti di finale sconfitta dal Fenerbahçe Spor Kulübü. Nella stagione successiva arriva la solita affermazione in campionato, mentre il Champions League il club si spinge nuovamente fino alla finale, dove ritrova il VakıfBank Spor Kulübü, ma viene sconfitto con un netto 3-0.

## Rosa 2014-2015
| N° | Nome                 | Ruolo | Data di nascita  | Nazionalità sportiva |
| -- | -------------------- | ----- | ---------------- | -------------------- |
| 1  | Wilma Salas          | S     | 9 marzo 1991     | Azerbaigian          |
| 3  | Jelyzaveta Ruban     | S     | 3 marzo 1995     | Azerbaigian          |
| 4  | Yoana Palacio        | S     | 6 ottobre 1990   | Azerbaigian          |
| 5  | Nataša Krsmanović    | C     | 19 giugno 1985   | Serbia               |
| 6  | TeTori Dixon         | C     | 4 agosto 1992    | Stati Uniti          |
| 7  | Gyselle Silva        | C     | 29 ottobre 1991  | Azerbaigian          |
| 8  | Áurea Cruz           | S     | 10 gennaio 1982  | Porto Rico           |
| 9  | Brenda Castillo      | L     | 5 giugno 1992    | Rep. Dominicana      |
| 10 | Ana Cleger           | S/O   | 27 novembre 1989 | Azerbaigian          |
| 11 | Olena Charčenko      | C     | 25 novembre 1995 | Azerbaigian          |
| 12 | Francesca Ferretti   | P     | 15 febbraio 1984 | Italia               |
| 13 | Nootsara Tomkom      | P     | 7 luglio 1985    | Thailandia           |
| 14 | Kryscina Besman      | P     | 13 febbraio 1996 | Azerbaigian          |
| 16 | Foluke Akinradewo    | C     | 5 ottobre 1987   | Stati Uniti          |
| 17 | Katarzyna Skowrońska | S/O   | 30 giugno 1983   | Polonia              |
| 18 | Dóra Horváth         | S     | 4 marzo 1988     | Ungheria             |
| 19 | Haley Jacob          | L     | 4 dicembre 1990  | Stati Uniti          |

## Palmarès
- Campionato azero: 7

2008-09, 2009-10, 2010-11, 2011-12, 2012-13, 2013-14, 2014-15
- Campionato mondiale per club: 1

2011